# Перачан
Перачан (перс. پراچان‎) — село на севере Ирана, в остане Альборз. Входит в состав шахрестана Талекан. Является частью дехестана (сельского округа) Бала-Талекан бахша Меркези.

## География
Село находится в северной части Альборза, в горной местности южного Эльбурса, на расстоянии приблизительно 40 километров к северу от Кереджа, административного центра провинции. Абсолютная высота — 2354 метра над уровнем моря.

## Население
По данным переписи 2006 года население села составляло 292 человек (145 мужчин и 147 женщин). В Перачане насчитывалось 79 семей. Уровень грамотности населения составлял 75,68 %. Уровень грамотности среди мужчин составлял 81,38 %, среди женщин — 70,07 %.